# Talaash: Trái tim cô độc
Talaash: Trái tim cô độc là một bộ phim kinh dị tâm lý tội phạm Ấn Độ năm 2012 do Reema Kagti đồng sáng tác và đạo diễn. Nó được sản xuất bởi Excel Entertainment và Aamir Khan Productions.

## Lịch sử
Phim có sự tham gia của Aamir Khan, Rani Mukerji và Kareena Kapoor trong các vai chính và Nawazuddin Siddiqui, Vivan Bhatena, Rajkummar Rao, Shernaz Patel và Sheeba Chaddha trong các vai phụ.
Nhạc nền và nhạc phim của bộ phim được sáng tác bởi Ram Sampath, với lời bài hát được viết bởi Javed Akhtar. Quay phim chính của bộ phim diễn ra trong tháng 3 tháng 11 năm 2011, chủ yếu ở Mumbai, Pond Richry và London. Bộ phim đã nhận được chứng chỉ UA từ Hội đồng kiểm duyệt Ấn Độ. Bộ phim phát hành vào ngày 30 tháng 11 năm 2012.
Talaash có thu nhập trên toàn thế giới của hơn ₹174 karor (US$27 million), trở thành một trong những bộ phim Ấn Độ có doanh thu cao nhất năm 2012.

## Nội dung
Đêm khuya trên một con đường vắng, nam diễn viên nổi tiếng Armaan Kapoor (Vivan Bhatena) mất quyền kiểm soát chiếc xe của mình mà không có lý do rõ ràng, dường như cố gắng tránh một cái gì đó, và lái xe xuống biển. Thanh tra cảnh sát cấp cao Surjan Singh Shekhawat/Suri (Aamir Khan) cùng với trợ lý Devrath Kulkarni (Rajkummar Rao) bắt đầu một cuộc điều tra về cái chết của Armaan.
Điều tra vào buổi chiều hôm đó, Armaan cư xử lạ lùng, ngày thường rất ghét lái xe nhưng hôm đó đuổi cả trợ lý và lái xe về để đi một mình. Kế toán của Armaan khai rằng Armaan đã bảo rút 2 triệu tiền mặt bỏ trong một túi màu xanh, giờ túi tiền đã biến mất. Kế toán còn nói 1 năm trước Armaan từng bảo ông mang 1 triệu đến khách sạn LiDo giao cho nam tiếp tân Amuro. Cảnh sát suy đoán Armaan bị tống tiền, nhưng đến khách sạn LiDo điều tra thì Amuro đã nghỉ làm, không ai biết anh ta ở đâu.
Thực ra kẻ tống tiền là một ma cô tên là Shashi. Sau khi Armaan chết, Shashi tiếp tục tống tiền một người bạn của Armaan là doanh nhân Sanjay. Shashi hành động rất kín kẽ nhưng vẫn bị tên thủ hạ của hắn là thằng què Teurur biết được và âm thầm tìm hiểu.
Cuộc sống cá nhân của Suri rơi vào hỗn loạn kể từ khi cậu con trai 8 tuổi Karan bị chết đuối trong một chuyến đi chơi của gia đình. Vợ anh, Roshni (Rani Mukerji) đang phải chữa trị căn bệnh trầm cảm, Suri bề ngoài bình thường nhưng thật ra bên trong âm thầm dằn vặt và ngày càng xa cách với vợ. Bà hàng xóm mới của hai vợ chồng Frenny, tuyên bố rằng bà có khả năng giao tiếp với hồn ma thông qua những bức thư và Karan đang muốn nói chuyện với Suri. Suri không tin và đuổi bà đi. Hai vợ chồng tranh cãi khi Suri đinh ninh bà ta là kẻ lừa đảo còn vợ Suri thì nghĩ biết đâu là đúng. Cuối cùng Suri bỏ nhà lái xe đi lang thang trong đêm. Anh gặp cô gái gọi Rosie (Kareena Kapoor), Rosie khoe khách sạn LiDo là địa bàn ruột của cô ấy, Suri bèn thử hỏi Rosie về Amuro. Rosie cho biết Amuro đang chết mòn vì bị AIDS.
Devrath quả nhiên tìm được Amuro trong một ngôi làng AIDS. Amuro khai đã nhận tiền hộ cho tên ma cô Shashi. Suri và Devrath lại đi tìm Shashi nhưng chỉ gặp bạn gái anh ta, Mallika, còn Shashi đã biến mất. Suri gặp lại Rosie ở một khách sạn, anh hỏi Rosie về tung tích Shashi, Rosie trả lời không biết nhưng cô ám chỉ Shashi đã chết. Quả nhiên, Suri tìm được Shashi ở nhà xác, bị bắn vào đầu bởi sát thủ chuyên nghiệp. Trong hành lý của Shashi cũng tìm thấy số tiền của Armaan.
Roshni gần đây tâm trạng vui vẻ hơn, rủ Suri đi ăn ngoài và xem phim. Nhưng buổi đi chơi kết thúc thảm họa khi vợ chồng họ vô tình gặp gỡ gia đình một người bạn với cậu con trai nhỏ của họ. Suri lại nhớ đến đứa con đã chết của mình và tự dằn vặt cho rằng đó là lỗi của mình. Suri lại lái xe lang thang trong đêm và gặp lại Rosie. Rosie đưa anh ra bờ sông nói chuyện, cô kể lại một người bạn của Armaan là Nikhil là khách quen của cô. Ba năm trước cô từng gặp Nikhil, Armaan và một người nữa (Suri đoán ra là Sanjay). Suri điều tra Nikhil, nhưng ba năm trước anh ta đã bị tai nạn và bị chết não.
Suri mời Devrath đến nhà ăn tối, phát hiện vợ mình vắng nhà. Suri biết được vợ vẫn giấu mình đến gặp bà Frenny để nói chuyện với con trai. Suri tức giận đến nhà Frenny làm ầm lên. Hai vợ chồng tranh cãi gay gắt khi Suri khăng khăng không tin, còn Roshni thì đã tin tưởng khi bà Frenny viết được một số chuyện chỉ Karan mới biết. Roshni cũng oán trách Suri lạnh nhạt với mình và nghi ngờ anh ngoại tình. Suri không phủ nhận vì anh cũng đã có cảm giác với Rosie. Sau đó, vợ Suri bỏ đi. Suri lại đến bờ sông gặp Rosie lần nữa, Rosie đã đưa anh vào khách sạn, chỉ để dỗ dành anh ngủ một giấc. Trước đó, Rosie đề nghị anh giúp đỡ bạn gái Shashi.
Sau khi Shashi chết, Mallika đã bị ép quay lại làm gái dù trước đó Shashi đã trả tiền chuộc cô. Suri đã giúp cô ta thoát khỏi nhà chứa. Để cảm ơn Mallika tiết lộ vào đêm Armaan chết Shashi đã đi gặp anh ta và mang về một cái túi màu xanh. Mallika cũng đoán Teurur biết gì đó vì lúc cô bị đám nhà chứa bắt đi, Teurur đã tranh thủ lục lọi đồ của Shashi.
Teurur què quặt nhưng rất thông minh đã sớm đoán ra được việc Shashi tống tiền. Teurur nhặt được sim Shashi vứt bỏ và từ nó liên lạc được với Sanjay. Teurur giả bộ mình biết tất cả và tống tiền Sanjay. Teurur hy vọng có được một số tiền lớn giúp anh và bạn gái, một gái điếm già hết thời, Nirmala sống một cuộc sống khác. Kế hoạch của Teurur thành công một nửa, anh đưa được số tiền cho Nirmala và dặn cô cứ lên tàu đi nếu anh không quay lại. Teurur sau đó bị hai tên thủ hạ của Sanjay bắt và bắn bị thương nặng. Rosie đột nhiên xuất hiện khiến Teurur hoảng sợ rơi từ trên tòa nhà xuống chết. Một trong hai tên thuộc hạ Sanjay cũng bị trượt chân ngã và bị bắt. Sau đó, hắn khai với Suri, Sanjay là kẻ chủ mưu giết cả Shashi lẫn Teurur.
Suri cùng cảnh sát đến bắt Sanjay. Sanjay kể lại rằng ba năm trước, anh ta, Armaan và Nikhil đến khách sạn LiDo đón một cô gái điếm tên là Simran. Khi Nikhil và Simran ở ghế sau bắt đầu sờ soạng nhau, cửa bỗng dưng bật mở khiến cả hai ngã xuống đường bị thương. Vì sợ tai tiếng, Sanjay và Armaan chỉ đưa Nikhil đi mà bỏ mặc Simran ở đó. Sanjay có gọi cho Shashi bảo anh ta lo cho Simran. Sau đó, Shashi gọi điện báo Simran đã chết và anh ta có video họ cùng Simran đi ra khỏi khách sạn LiDo. Shashi đã dùng nó để tống tiền cả Armaan lẫn Sanjay.
Sau khi xem lại đoạn video, Suri nhận ra Simran chính là Rosie. Anh đoán cô chưa chết mà Shashi chỉ lừa bọn họ. Nhưng tại sao Simran lại giúp đỡ Suri?
Suri lái xe đưa Sanjay đến đồn cảnh sát, đột nhiên Rosie xuất hiện giữa đường khiến Sanjay hoảng sợ bẻ tay lái của Suri. Xe bọn họ đâm xuống biển, giống hệt cách Armaan đã từng bị. Sanjay chết ngay lúc rơi xuống, còn Suri đang loay hoay thì Rosie xuất hiện và giúp Suri thoát ra. Lúc này, Suri mới nhận ra Rosie là ma. Nhưng cảnh sát trưởng không tin những gì Suri nói, Suri buộc phải xác nhận cái chết Armaan là một tai nạn. Suri cũng được biết rằng, đồng nghiệp nghĩ anh có vấn đề vì anh thường nói chuyện một mình (thực ra Suri đang nói chuyện với Rosie).
Suri quay trở lại bờ sông nơi anh từng gặp Rosie và tìm thấy xương cốt của cô dưới một gốc cây. Sau khi đem Rosie đi hỏa táng, Suri trở về nhà và tìm được lá thư của cậu con trai, Karan. Trong thư, Karan mong bố từng tự trách và muốn bố mẹ tiếp tục vui vẻ mà sống. Suri bật khóc và Roshni trở về ôm lấy anh.

## Diễn viên
- Aamir Khan trong vai thanh tra Surjan Singh Shekhawat (Suri).
- Rani Mukherjee trong vai Roshni Shekhawat
- Kareena Kapoor trong vai Rosie / Simran
- Nawazuddin Siddiqui trong vai Teurur.
- Suhaas Ahuja trong vai Sanjay Kejriwal (được ghi là Suhas Ahuja).
- Rajkummar Rao trong vai Devrath Kulkarni.
- Shernaz Patel trong vai Frenny.
- Vandita Shrivastava là phóng viên Tin tức.
- Sheeba Chaddha trong vai Nirmala.
- Vivan Bhatena trong vai Armaan Kapoor
- Pariva Pranati vai Soniya Armaan Kapoor
- Aditi Vasudev trong vai Mallika.
- Vikas Shrivastav trong vai Babu Tipni.
- Subrat Dutta trong vai Shashi.
- Bayam Khan trong vai bà X.
- Vivek Madan là ASP.

## Sản xuất

### Phát triển
Sau khi phát hành bộ phim đầu tiên, Dawn Travels Pvt. Ltd. (2007), Kagti đã được tiếp cận và đề nghị chỉ đạo nhiều bộ phim của một số nhà sản xuất. Tuy nhiên, không thể tìm thấy bất kỳ bộ phim nào khiến cô quan tâm, cô bắt đầu thực hiện một kịch bản mới với người bạn Zoya Akhtar vào đầu năm 2010. Nói về nó, cô nói: "Zoya và tôi nghĩ về câu chuyện và đồng sáng tác nó. Chúng tôi viết rất nhiều cùng nhau. Chúng tôi cũng là những người bạn tốt nhất nên rất vui và có yếu tố thoải mái rất lớn "
Ban đầu, Saif Ali Khan, Salman Khan và Shahrukh Khan đã được nhắm đóng vai nam chính nhưng đã từ chối vì những lý do khác nhau. Sau khi hoàn thành câu chuyện, cô đã tiếp cận Aamir Khan với kịch bản vào tháng 11 năm 2010 và anh đã đồng ý sản xuất và đóng vai chính trong đó. Kể từ khi bắt đầu tiền sản xuất, dự án đã phải đối mặt với nhiều suy đoán liên quan đến tiêu đề của nó.
Vào tháng 11 năm 2011, Khan đã xác nhận rằng bộ phim có tựa đề Talaash: The answer Lies Inside.
Trong một cuộc phỏng vấn với The Indian Express, Kagti tiết lộ rằng vài tháng trước khi chọn Khan trong phim, cô đã tiếp cận anh vì một dự án khác. Sau đó, Rani Mukerji và Kareena Kapoor đã được ký hợp đồng để đóng cặp với Khan.
Trước khi bắt đầu quay phim chính, các diễn viên đã tham dự các hội thảo diễn xuất và ký một thỏa thuận không tiết lộ. Để chuẩn bị cho một cảnh quan trọng trong phim, Khan và Mukerji đã học bơi.

### Quay phim
Việc quay phim chính cho bộ phim bắt đầu vào tháng 3 năm 2011 với Khan và Mukerji ở Mumbai. Đối với một cảnh liên quan đến Khan và Kapoor, có thông tin rằng cả hai diễn viên sẽ quay trong khu đèn đỏ. Tuy nhiên, Kagti đã bác bỏ và giải thích rằng sẽ không an toàn khi làm như vậy. Cảnh này sau đó được quay tại quán cà phê Leopold trên Colaba Causeway. Giai đoạn thứ hai của bộ phim tiếp tục với toàn bộ dàn diễn viên trong Pond Richry và được hoàn thành vào cuối tháng 8. Giai đoạn cuối cùng dự kiến sẽ bắt đầu vào tháng sau tại Khopoli bằng cảnh quay dưới nước.
Aamir, người không biết bơi đã được huấn luyện nghiêm ngặt cho cảnh quay dưới nước. Anh ấy đã được đào tạo trong ba tháng dưới một huấn luyện viên chuyên nghiệp và chuẩn bị tốt cho buổi quay phim. Do vấn đề về tầm nhìn, nó đã bị hủy bỏ và sau đó được quay tại một studio nước không được tiết lộ ở London. Việc quay phim được hoàn thành vào tháng 11 năm 2011 sau khi một số cảnh quay còn lại được thực hiện tại Bandstand Promenade.

## Phòng vé

### Ấn Độ
Talaash: Câu trả lời Lies Inside có phần mở đầu tốt ở các bộ ghép kênh, trong đó các bộ sưu tập nằm ở mức trung bình là 65 Quay70%. Độ mở trong các màn hình đơn thấp, trung bình 40%. Bộ phim thu ₹125.0 triệu (US$1,9 million) nett trong ngày khai trương của nó. Bộ phim cho thấy sự tăng trưởng đáng kể trong ngày thứ hai của mình, thu thập ₹145.0 triệu (US$2,3 million)  Bộ phim đã có một bộ sưu tập tốt của ₹440.8 triệu (US$6,9 million) trong cuối tuần đầu tiên của nó. Bộ phim tiếp tục thu thập ₹62.5 triệu (US$970,000) hôm thứ Hai. Talaash ghi được ₹643.1 triệu (US$10 million) trong tuần đầu tiên. Bộ phim đã thu ₹166.9 triệu (US$2,6 million) trong tuần thứ hai để thực hiện tổng cộng khoảng 810   triệu trong hai tuần. Bộ phim tiếp tục ghi bàn ₹77.3 triệu (US$1,2 million) trong tuần thứ ba của nó. Theo Box Office Ấn Độ, Talaash đã thu về 895,0   triệu nett trong ba tuần. Talaash thêm 7.5   một triệu nett trong tuần bốn lấy tổng số của nó lên 902,5   triệu nett. Tổng số cuối cùng của bộ phim đạt xấp xỉ ₹930 triệu (US$15 million) 

### Hải ngoại
Talaash đã làm kinh doanh xuất sắc ở nước ngoài. Talaash đã có doanh thu 4,7 triệu USD tại phòng vé nước ngoài. Vào cuối tuần thứ hai, bộ phim đã thu về 7,25 triệu đô la và nổi lên là Super Hit. Talaash đã kiếm thêm 8 triệu đô la Mỹ cộng thêm trong 17 ngày ở nước ngoài. Tổng doanh thu cuối cùng ở nước ngoài của Talaash là 8,5 triệu đô la Mỹ khi kết thúc hoạt động ở nước ngoài và là bộ phim Bollywood có doanh thu cao thứ tư ở nước ngoài năm 2012.

## phân thưởng va sự bổ nhiệm
Rani Mukherji đã giành giải Nữ diễn viên xuất sắc nhất trong một giải thưởng Vai phụ tại Giải thưởng Điện ảnh Ấn Độ Nam Phi năm 2013.
| Giải thưởng                          | thể loại                          | Người nhận và người được đề cử                                                                                             | Kết quả       | Tham chiếu |
| ------------------------------------ | --------------------------------- | --- | ------------- | ---------- |
| Giải thưởng âm nhạc Mirchi lần thứ 5 | Lời bài hát của năm               | style="background: #99FF99; color: black; vertical-align: middle; text-align: center; " class="yes table-yes2"\|Đoạt giải  | [ 45 ] [ 46 ] |            |
| Giải thưởng âm nhạc Mirchi lần thứ 5 | Nam ca sĩ của năm                 | rowspan=4 style="background: #FDD; color: black; vertical-align: middle; text-align: center; " class="no table-no2"\|Đề cử | [ 45 ] [ 46 ] |            |
| Giải thưởng âm nhạc Mirchi lần thứ 5 | Nữ ca sĩ sắp tới của năm          | Suman Sridhar - "Muskaanein Jhoothi Hai"                                                                                   | [ 45 ] [ 46 ] |            |
| Giải thưởng âm nhạc Mirchi lần thứ 5 | Ca khúc lấy cảm hứng từ năm       | "Jiya Laage Na" | [ 45 ] [ 46 ] |            |
| Giải thưởng âm nhạc Mirchi lần thứ 5 | Lập trình viên & Người lạ của năm | Ram Sampath & Vrashal Chavan - "Jiya Laage Na"                                                                             | [ 45 ] [ 46 ] |            |